# Eisenbahnüberführung Peenebrücke Anklam
Die Eisenbahnüberführung Peenebrücke Anklam ist eine Eisenbahnbrücke über die Peene bei Anklam in Mecklenburg-Vorpommern. Sie liegt nördlich des Bahnhofs Anklam im Zuge der Bahnstrecke Angermünde–Stralsund bei Streckenkilometer 176,10. Die zweigleisige, elektrifizierte Klappbrücke besitzt im Bereich der Schifffahrtsöffnung eine bewegliche Klappe je Gleis.
Von 1907 bis 2012 bestand die bewegliche Brücke aus einer Schwingbrücke bzw. Rollklappbrücke, nach dem Prinzip des amerikanischen Ingenieurs William Donald Scherzer konstruiert. Sie gehörte zu den ältesten in Deutschland erhaltenen Brücken dieser Bauart. Einer der beiden beweglichen Überbauten wurde deshalb 2013 als technisches Denkmal neben dem Neubau aufgestellt.

## Geschichte

### Brücke 1863
Beim Bau der 1863 durch die Berlin-Stettiner Eisenbahn-Gesellschaft fertiggestellten Eisenbahnstrecke von Angermünde nach Stralsund musste die Peene bei Anklam überspannt werden. Dies erfolgte durch eine von Johann Wilhelm Schwedler geplante, 19,5 Meter lange, ungleicharmige Drehbrücke ohne Rollkranz. Der Betrieb erfolgte händisch. Beim Öffnen senkte sich das Endauflager des 13,9 Meter langen Feldes und die Brücke neigte sich um einen Drehzapfen, der zur Führung diente. Das Brückengewicht übernahmen Laufräder in der Mitte. Die nördlich anschließende feste Fachwerkbrücke besaß eine untenliegende Fahrbahn und Hauptträger mit parabolisch gekrümmten Obergurten bei 31 Meter Stützweite.

### Brücke 1907
Die eingleisige Drehbrücke ersetzte die Preußische Staatseisenbahnen wegen gestiegener Achslasten im Rahmen des zweigleisigen Ausbaus der Strecke bis 1907 durch eingleisige Scherzer-Rollklappbrücken. Die Klappbrücken hatten Unterflurgegengewichte und hydraulische Antriebe mit Wasserzylindern, unterflur angeordnet. Sie überspannten die 10,1 Meter breite Schifffahrtsöffnung. Als fester Überbau wurde für jedes Streckengleis ein Halbparabelträger mit unten liegender Fahrbahn eingebaut. Die Stahlbauarbeiten mit 260 Tonnen Masse führte das Hannoveraner Unternehmen Louis Eilers Stahlbau durch.

### Brücke 1938

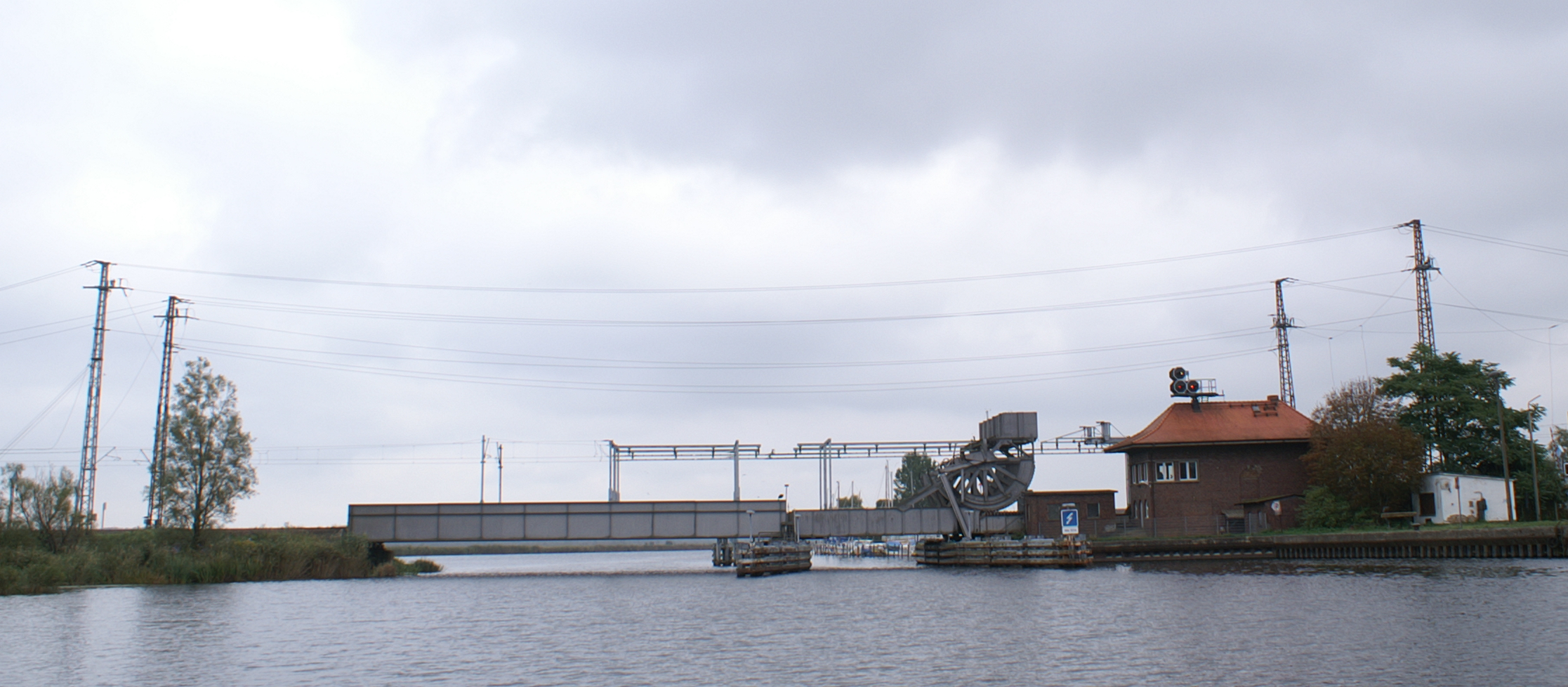
Die alte Eisenbahnbrücke (2006)

In den Jahren 1937/1938 wurden die beiden Rollklappbrücken nach nur 30 Jahren aufgrund zu großer Verformungen am befahrbaren Rückarm grundlegend erneuert. Dabei wurden die alten Rollklappbrücken mit Unterflurgegengewichten durch Rollklappbrücken mit über der Fahrbahn gelagerten Betongegengewichten mit 84 Tonnen Masse ersetzt, elektrische Antriebe und geschweißte Vollwandträger als Überbauten eingebaut. Den Überbau der beiden Teilbauwerke errichtete die Friedrich Krupp AG und die Friedrich Krupp AG Grusonwerk (Magdeburg). Die beiden Klappbrücken konnten unabhängig voneinander bewegt werden. Die Brückenzüge bestanden aus jeweils drei stählernen Überbauten, einem etwa 5,9 Meter langen festen Überbau, der den Maschinenraum überbrückte und die Rollbahn mit Zahnschienen der Klappbrücke trug, einem etwa 14,7 Meter langen, klappbaren Überbau und einem rund 32 Meter langen festen Überbau in Trogform.
Während des Zweiten Weltkrieges wurden die nördlichen, festen Überbauten stark beschädigt und nach 1945 ein Gleis abgebaut. In den Jahren 1949 und 1950 ließ die Reichsbahn Reparaturen durchführen und 1978 Hubzylinder an Stelle des mechanischen Wellenantriebes einbauen. Anfang der 1980er Jahre wurden geschweißte Trogüberbauten mit Vollwandträgern als feste Brücken eingebaut und die Brücke wieder zweigleisig in Betrieb genommen.

### Brücke 2013
Die Deutsche Bahn plante seit 2001 den Ausbau der Bahnstrecke Angermünde–Stralsund für Geschwindigkeiten bis 160 Kilometer pro Stunde. Da die Peenebrücke Anklam nicht den sicherheitstechnischen Anforderungen an derartige Geschwindigkeiten entsprach, wurde sie durch einen Neubau für eine Geschwindigkeit bis 120 Kilometer pro Stunde ersetzt. Um einen Totalverlust der denkmalgeschützten Brücke abzuwenden, deren Erhalt an Ort und Stelle nicht durchsetzbar war, stimmte das Landesamt für Kultur und Denkmalpflege einem Kompromiss zu, wonach eine Rollklappbrücke um wenige Meter nach Westen versetzt wurde.
Das neue Bauwerk besteht aus zwei eingleisigen stählernen Brückenzügen in Trogform mit 6,70 Metern Achsabstand, jeweils mit einem festen Überbau mit 31,2 Metern Stützweite und einer Klappbrücke ohne Gegengewicht mit 20,0 Metern Stützweite. Die Hubvorgang erfolgt hydraulisch mit zwei Zylindern, die etwa im Viertelspunkt der Stützweite angreifen. Der maximale Öffnungswinkel um die feste Drehachse beträgt 54,5°, bei Öffnungs- bzw. Schließzeiten von je drei Minuten. Die Überbauten der Klappbrücken sind unabhängig voneinander beweglich. Bei den Unterbauten wurden Sanierungs- und Anpassungsmaßnahmen vorgenommen.
Mit dem Bau der neuen Eisenbahnbrücke wurde im März 2011 begonnen. Der Bauablauf gliederte sich in zwei Bauabschnitte, die jeweils den Ab- und Neubau der Überbauten eines Streckengleises umfassten. Mitte 2012 wurde der erste Brückenzug fertiggestellt, Ende 2013 der zweite. Die Baukosten betrugen rund 22 Millionen Euro.